# Théâtre asiatique de la Première Guerre mondiale
Première Guerre mondiale
Batailles
Siège de Tsingtao, Combat de Penang, Bombardement de Madras, Révoltes d'Asie centrale de 1916.
L'Asie a été un théâtre de combats au cours de la Première Guerre mondiale. Ces combats concernent des zones géographiques précises en Asie, correspondant principalement à la Chine, à Singapour, à la Malaisie, à l'Inde et le Siam (qui ne fait pas partie directement des combats en Asie mais qui envoie des soldats en France), ainsi qu'à l'Asie centrale, où des révoltes éclatent à la suite de la conscription organisée par le gouvernement impérial.

## Batailles et principaux événements
- 27 août 1914 - 7 novembre 1914 : Siège de Tsingtao
- 22 septembre 1914 : Bombardement de Madras
- 28 octobre 1914 : Combat de Penang
- 15 février 1915 - 3 juillet 1915 : Mutinerie de Singapour (en).
- Juillet 1916 - Mars 1917 : Les Révoltes d'Asie centrale (en), marquent la fin des combats en Asie dans le cadre de la Première Guerre mondiale, avant de reprendre, cette fois dans le cadre de la guerre civile russe.

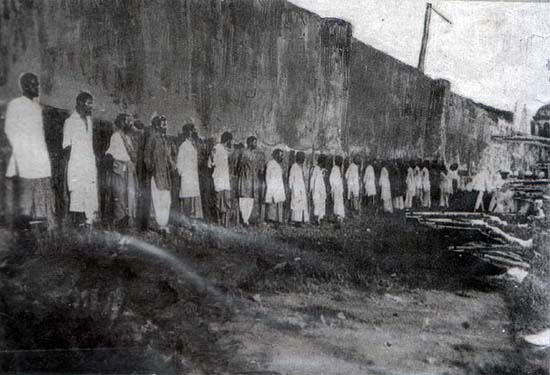
Exécutions après la mutinerie de Singapour en 1915.

## Bilan et conséquences
Plusieurs milliers d'hommes moururent sur le front asiatique, des milliers d'autres furent également blessés. À la fin des combats en Asie, en 1915, plus de 5 000 soldats allemands faits prisonniers à Tsingtao ou en mer furent transférés au camp de prisonniers de Tokushima au Japon.
Les possessions allemandes en Chine (Tsingtao) et en Océanie (Papouasie-Nouvelle-Guinée du nord, îles Mariannes, Îles Palau, Carolines, Marschall et Samoa) furent partagées entre l'Australie (Nouvelle-Guinée), l'Empire britannique (îles Samoa), la Chine (qui récupère Tsingtao et sa fameuse brasserie) et le Japon (qui obtient la Micronésie).
En Asie centrale, les révoltes contre la conscription se déroulant dans le Jetyssou sont matées à la fin de 1916. Les révoltes persistent dans l'ouest du Kazakhstan actuel jusqu'à la révolution de février. Des dizaines de milliers de personnes sont tuées, des centaines de milliers de civils fuient vers la Chine, occasionnant une forte mortalité. La région reste instable et les combats reprennent juste après la révolution d'octobre (mouvement Basmatchi). L'Asie centrale finit par être contrôlée par les bolchéviks.